# ドルスス・カエサル

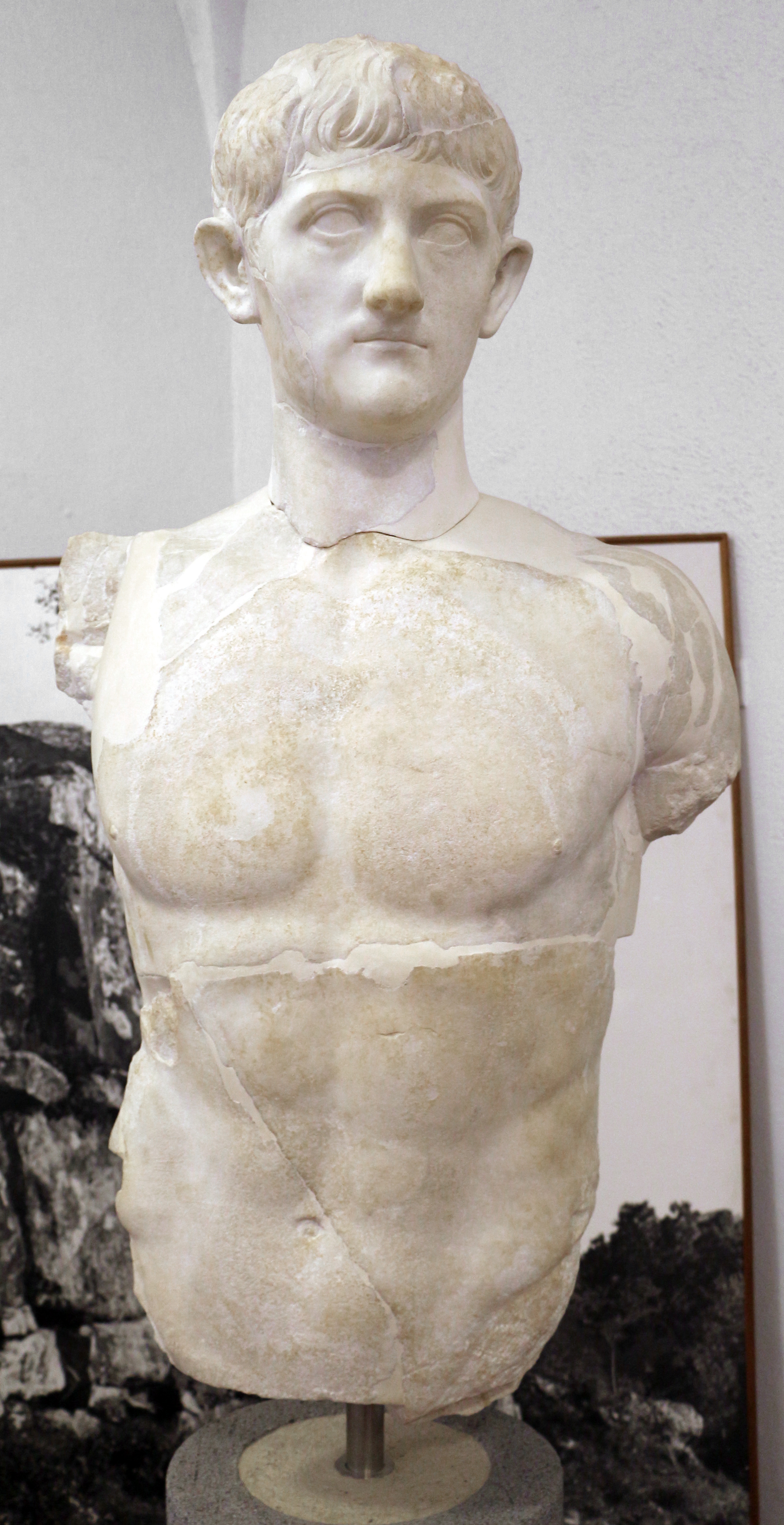
ドルスス・カエサル

ドルスス・ユリウス・カエサル（Drusus Julius Caesar, 7年頃 - 33年）は、古代ローマの将軍ゲルマニクスの息子で第2代ローマ皇帝ティベリウスの後継者候補。

## 生涯
ゲルマニクスと大アグリッピナの次男として7年頃生まれた。兄にネロ・カエサル、弟にガイウス・カエサル（第3代皇帝カリグラ）、妹にユリア・ドルシッラ、小アグリッピナ、ユリア・リウィッラがいる。父ゲルマニクスは大ドルススと小アントニアの息子で、ドルススが生まれたときにはアウグストゥスの後継者であるティベリウスの養子となっていた。母大アグリッピナはマルクス・ウィプサニウス・アグリッパとアウグストゥスの娘ユリアの娘で母からアウグストゥスの血を受け継いでいた。
14年にアウグストゥスが病没しティベリウスが帝位を継ぐと、父ゲルマニクスはティベリウスの実子で義兄弟である小ドルススと共にその後継者候補となった。内向的な性格のティベリウスとは対照的にゲルマニクスは多くの人気を集め、ゲルマニアでの戦果がそれをより確かなものとした。
18年にゲルマニクスは東方へ派遣され、これに母大アグリッピナも同行した。しかしカリグラとユリア・リウィッラを除いた子供達は、これには同行せずローマに残った。
19年に父ゲルマニクスが急死する。翌20年に父の遺骨とともに母たちが帰還するとドルススは兄妹と叔父小ドルスス、クラウディウスとともにとタッラキナでこれを迎え、その後ローマでのゲルマニクスの葬儀が行なわれた。ゲルマニクスの死はシリア総督であったグナエウス・カルプルニウス・ピソによる毒殺が疑われ、裁判も行われたが、ピソは判決前に自殺した。
23年、ドルススは成人式を迎えた。父ゲルマニクスは元首の有力な後継者候補であったため、その子ネロとドルススは特例的な顕職で飾られた。兄の成人時と同様にドルススもティベリウスから予定クァエストルとされ、元老院議員に列せられた。
同じ年、ゲルマニクスの死後ドルススらの父代わりとなっていた小ドルススが病没する。ゲルマニクス亡き後、実質上のティベリウスの後継者となっていた小ドルススの死で、兄ネロと共にドルススは有力な後継者候補となった。小ドルススの死因は実際には親衛隊長官ルキウス・アエリウス・セイヤヌスによる暗殺であったが、この事実は31年まで知られなかった。以後自らの権勢拡大を図るセイヤヌスの野心は、後継者となったゲルマニクスの遺児たちに向けられていく。
翌24年年初、元首の健康祈願に際して、後継者候補のネロとドルススの名も加えて祈願が行なわれた。これはゲルマニクスの遺児に対する好意の表明であると共に、彼らに顕職を与えたティベリウスに迎合するものでもあった。しかしティベリウスはこれに対して時期尚早であると戒めた。
25年、ドルススはラティウム祭で政務官が留守となったローマを預かる首都長官を務めた。当時、この役職は元首一家の若い男子が任命されるのが通例だった。翌年の26年にティベリウスはカプリ島へ居を移す。この原因については様々な説があるが、隠棲によってティベリウスとローマとのやり取りを抑えたセイヤヌスの権勢は絶大なものとなった。この権勢とティベリウスの好意を背景に、セイヤヌスは自らの権力にとっての障害を排除するべく、大アグリッピナとネロへの攻撃を始めた。
一方でセイヤヌスは、後継者として兄ネロの次位に留まらざるを得なかったドルススに接近した。ドルススは兄への嫉妬と自らの野心からこれに応え、その一派に加わった。その後、29年に兄ネロはティベリウスの弾劾の後に元老院で公敵を宣言され、ポンティア島へと流された。同時に母大アグリッピナもパンダテリア島へ流刑とされた。
同じ年にドルススはアエミリア・レピダと結婚した。アエミリア・レピダには兄マルクス・アエミリウス・レピドゥスがおり、ドルススの妹ユリア・ドルシッラはのちに皇帝となった兄カリグラの命で、マルクス・アエミリウス・レピドゥスと再婚している。ドルススはこれ以前にルキウス・サルウィウス・オトとアルビア・テレンティアの娘で、のちに皇帝となるオトの姉と結婚していたが、この結婚が解消された時期と理由は不明。
ドルススはそれまでティベリウスらと共にカプリ島で暮らしていたが、30年ローマへと送られて審理を受け、母や兄同様公敵を宣言された。その後パラティヌスのカエサル家の地下牢に幽閉された。
31年にローマではティベリウスによってセイヤヌスが粛清された。このとき、万が一セイヤヌスが武装蜂起を企てた場合には監禁中のドルススを解放してセイヤヌスに当たらせるよう、セイヤヌスの後任の親衛隊長官マクロはティベリウスから命を受けていたという。
セイヤヌスの影響が消えた後もドルススの幽閉は解かれることはなく、33年に餓死させられた。幽閉の間、ドルススの言行は全て記録されていて、ドルススの死後に元老院でこの記録が朗読された。監視の百人隊長に鞭打たれ、奴隷に殴られて過ごしていた様子や、飢えからベッドのマットレスの詰め物まで口にしていた様子が朗読されると、列席していた元老院議員たちはひどく驚愕したという。
ティベリウスが逝去し、弟カリグラが元首に就任すると、ドルススの像も公に設置されるようになり、兄ネロや母アグリッピナと同様に名誉が回復された。